# Minako Honda
Minako Kudo (jap. 工藤 美奈子 Kudo Minako; ur. 31 lipca 1967 w Tokio zm. 6 listopada 2005 tamże) lepiej znana jako Minako Honda (jap. 本田 美奈子 Honda Minako) – japońska idolka i piosenkarka, w listopadzie 2004 roku zmieniła swoje imię, dodając „.” (Minako. (jap. 美奈子.)) na końcu swojego imienia, ponieważ powiedziano jej, że „jeśli doda jeszcze jeden znak do niego, będzie miała świetlaną przyszłość”. Zmarła w 2005 roku na ostrą białaczkę szpikową.

## Życiorys

### Wczesne życie
Minako urodziła się 31 lipca 1967 roku w szpitalu położniczym Narimasu, Itabashi w Tokio. Rodzina Kudo początkowo mieszkała w dzielnicy Shibamata. Później przeprowadzili się do Asaka w prefekturze Saitama, gdzie Minako uczęszczała do przedszkola.

### Kariera
Minako została zauważona w Harajuku, kiedy była uczennicą pierwszej klasy liceum i zadebiutowała w 1985 roku piosenką „Satsui No Vacance” (殺意のバカンス). W następnym roku wydała singel „1986nen No Marilyn” (1986年のマリリン), który stała się wielkim hitem. W swoim debiutanckim roku Honda zdobyła Japan Record Awards i inne nagrody dla debiutantki roku, pokonując wówczas wiele znanych idolek. Minako była promowana jako idolka, ale początkowo wykonywała enke (tradycyjne japońskie piosenki) na przesłuchaniach. Była zdeterminowana, by zostać piosenkarką, a nie idolką. Następnie w 1988 roku rozwinęła działalność wykraczającą poza bycie idolką i piosenkarką tworząc żeński zespół rockowy MINAKO with WILD CATS. Próbowała także swoich sił w musicalach, dzięki czemu zyskała uznanie jako aktorka musicalowa, występując w wielu produkcjach, w tym w „Miss Saigon” w 1992 roku i „Les Misérables” w 1997 roku.
W późniejszych latach wydała kilka klasycznych albumów wykorzystujących jej sopranowy głos, w tym pieśni religijne, takie jak „Amazing Grace” i „Ave Maria”. Zaśpiewała również piosenki tematyczne do kilku seriali anime.
Honda w grudniu 2004 roku podejrzewając przeziębienie, nie odwołała zaplanowanych występów. Gdy choroba nie ustępowała, zwróciła się o do lekarza, który zdiagnozował u niej ostrą białaczkę szpikową.

### Śmierć
Pod koniec 2004 roku cierpiała na objawy przypominające przeziębienie z lekką gorączką. 12 stycznia 2005 roku zdiagnozowano u niej ostrą białaczkę szpikową i zabrano do szpitala, ogłoszono to następnego dnia. Po przejściu chemioterapii i przeszczepu krwi pępowinowej, 30 lipca wykazując oznaki powrotu do zdrowia, została tymczasowo wypisana ze szpitala, w tym czasie świętowała swoje urodziny w domu, ale 31 sierpnia ponownie wykryto u niej nieprawidłowości chromosomalne i odkryto, że choroba powróciła. Wypróbowano również nowe leki importowane z USA jednak i to nie pomogło. Zmarła w wieku 38 lat, 6 listopada 2005 roku o godzinie 4:38 w szpitalu uniwersyteckim Juntendo w Bunkyō w Tokio.
Jej ciało zostało przewiezione do jej domu w Asaka, w prefekturze Saitama. W faksie wysłanym do mediów jej biuro poinformowało o smutnej wiadomości: „Po 10 miesiącach walki z chorobą odeszła dzisiaj”. Keiji Takasugi, prezes biura, który był świadkiem jej wyczerpującej walki z chorobą, powiedział: „Walczyła dzielnie z nadzieją, że jutro zostanie wyleczona. Byłem poruszony i podbudowany jej odwagą. Jesteśmy bardzo szczęśliwi, że spotkaliśmy taką artystkę”.

## Dyskografia

### Albumy studyjne
| #                     | Tytuł                                       | Informacje                                                                                        | Najwyższa pozycja | Uwagi | Przy. |
| #                     | Tytuł                                       | Informacje                                                                                        | JPN (Oricon)      | Uwagi | Przy. |
| Minako Honda          | Minako Honda                                | Minako Honda                                                                                      | Minako Honda      | Minako Honda                                                                                                   | Przy. |
| --------------------- | ------------------------------------------- | ------------------------------------------------------------------------------------------------- | ----------------- | --- | ----- |
| 1                     | M'Syndrome (M'シンドローム)                 | - Wydany: 21 listopada 1985 - Wydawnictwo: EMI Music Japan - Format: CD, LP, CC, digital download | 2                 | - Album w formacie CD ukazał się 21 grudnia 1985 - Reedycja albumu w formacie CD ukazała się 27 listopada 2003 | [ 8 ] |
| 2                     | Lips                                        | - Wydany: 4 czerwca 1986 - Wydawnictwo: EMI Music Japan - Format: CD, LP, CC, digital download    | 3                 | | [ 8 ] |
| 3                     | Cancel                                      | - Wydany: 28 września 1986 - Wydawnictwo: EMI Music Japan - Format: CD, LP, CC, digital download  | 2                 | | [ 8 ] |
| 4                     | Oversea                                     | - Wydany: 22 czerwca 1987 - Wydawnictwo: EMI Music Japan - Format: CD, LP, CC, digital download   | 4                 | | [ 8 ] |
| 5                     | Midnight Swing                              | - Wydany: 16 grudnia 1987 - Wydawnictwo: EMI Music Japan - Format: CD, LP, CC, digital download   | 23                | | [ 8 ] |
| MINAKO with WILD CATS |                                             |                                                                                                   |                   | | [ 8 ] |
| 6                     | Wild Cats                                   | - Wydany: 5 sierpnia 1988 - Wydawnictwo: EMI Music Japan - Format: CD, LP, digital download       | 32                | | [ 8 ] |
| 7                     | Hyōteki (TARGET) (豹的 (TARGET))            | - Wydany: 5 lipca 1989 - Wydawnictwo: EMI Music Japan - Format: CD, LP, digital download          | 86                | | [ 8 ] |
| Minako Honda          |                                             |                                                                                                   |                   | | [ 8 ] |
| 8                     | Junction                                    | - Wydany: 24 września 1994 - Wydawnictwo: Mercury Records - Format: CD, digital download          | 75                | | [ 8 ] |
| 9                     | Hare Tokidoki Kumori (晴れ ときどき くもり) | - Wydany: 25 czerwca 1995 - Wydawnictwo: Mercury Records - Format: CD, digital download           | 99                | | [ 8 ] |
| Minako. Honda         |                                             |                                                                                                   |                   | | [ 8 ] |
| 10                    | Ave Maria                                   | - Wydany: 21 maja 2003 - Wydawnictwo: Nippon Columbia - Format: CD, digital download              | 22                | | [ 8 ] |
| 11                    | Toki (時)                                   | - Wydany: 21 maja 2003 - Wydawnictwo: Nippon Columbia - Format: CD, digital download              | 39                | | [ 8 ] |

## Filmografia

### Dramy
| Rok  | Tytuł                                                                                      | Rola               | Stacja telewizyjna | Uwagi                             |
| ---- | ------------------------------------------------------------------------------------------ | ------------------ | ------------------ | --------------------------------- |
| 1985 | Binetsu My Love (微熱MY LOVE)                                                              | Yui Segawa         | Fuji TV            | Główna rola, jednoodcinkowa drama |
| 1987 | Papa wa Newscaster (パパはニュースキャスター)                                              |                    | TBS                | Cameo, odc. 1                     |
| 1987 | The Frozen Horror Show (フローズン・ホラーショー)                                          |                    | Fuji TV            | Jednoodcinkowa drama              |
| 1990 | Nanashi no Tantei 7 (名無しの探偵(7) 愛の幻影)                                             | Minako Emoto       | NTV                | Jednoodcinkowa drama              |
| 1991 | Jitsuroku Hanzaishi Series: Shinsetsu Sanokuen Jiken (実録犯罪史シリーズ 新説・三億円事件) |                    | Fuji TV            | Jednoodcinkowa drama              |
| 1994 | Yume no kaerubasho ai to giwaku no sasupensu (夢の帰る場所 愛と疑惑のサスペンス)           | piosenkarka Minako | Fuji TV            | Jednoodcinkowa drama              |
| 1994 | Hi no Ataru Basho (陽のあたる場所)                                                         | Masami Kobayashi   | Fuji TV            |                                   |
| 1994 | Toyama Kinshiro Biyoshitsu (遠山金志郎美容室)                                              | Chiaki Kurihara    | NTV                |                                   |
| 1994 | Ninshin Desuyo (妊娠ですよ)                                                                | Masami Kobayashi   | Fuji TV            |                                   |
| 1999 | TEARS dai 20-wa `koinoyukue' (TEARS 第20話「恋のゆくえ」)                                  | Shizuko            | TV Asahi           | Jednoodcinkowa drama              |
| 2001 | Haato: heart/hurt (ハート (heart/hurt))                                                    | Sonoko Yuki        | NHK G              |                                   |

### Filmy
| Rok  | Tytuł                                                                     | Rola                         | Uwagi                                     |
| ---- | ------------------------------------------------------------------------- | ---------------------------- | ----------------------------------------- |
| 1987 | Passenger (パッセンジャー 過ぎ去りし日々)                                 | Mina Tachiki                 | Główna rola                               |
| 1991 | Dandy to Watashi (ダンディーとわたし)                                     | Momoko Owada / Tomoka Sakuma | Główna rola, bezpośrednio wydany na wideo |
| 2001 | Jitsuroku Nippon Yakuza Koso S (実録日本ヤクザ抗争史 鯨道4 残侠譜 完結編) |                              | Bezpośrednio wydany na wideo              |